# Африканська карликова жаба
Африканська карликова жаба (Hymenochirus) — рід земноводних родини Піпові ряду Безхвості. Має 4 види. Інша назва «карликовий кігтеносець».

## Опис
Загальна довжина представників цього роду коливається від 3,5—6 см. Доволі витончені та стрункі жаби. Морди довгі та пласкі. Мають довге тільце з короткими лапками. Пальці відносно довгі, особливо на задніх лапах, на передніх лапах добре розвинені прозорі плавальні перетинки. Ці жаби мають крихітні чорні пазурі на задніх ногах. Наділені легенями, а не зябрами. Позбавлені зубів та язика. Загальний тон забарвлення сірувато-бурий, спинна сторона тіла вкрита численними чорними цятками. Черево трохи світліше спини, без крапчастого малюнка.

## Спосіб життя
За своєї поведінкою схожі на представників роду Шпоркова жаба. Полюбляють дрібні стоячі водойми, зокрема дрібні калюжі та болота. Усе життя проводять у воді. Час від часу з'являються на поверхні. Це моторні земноводні, активні у будь-який час. Харчуються падлом, дрібними безхребетними.
Розмноження відбувається засобом амплексусом. Парування відбувається уночі. Самиця відкладає до 300 яєць на поверхні водойми. Ембріональний період триває 1,5—2 дні. Метомаорфоз — 60-70 діб.
Тривалість життя до 20 років.

## Розповсюдження
Це африканські ендеміки. Мешкають від Нігерії до Демократичної Республіки Конго.

## Види
- Hymenochirus boettgeri
- Hymenochirus boulengeri
- Hymenochirus curtipes
- Hymenochirus feae